# Майкл Кешман
Майкл Моріс Кешман (англ. Michael Maurice Cashman; нар. 17 грудня 1950, Лондон, Англія) — британський актор і політик з Лейбористської партії. Депутат Європейського парламенту з 1999 по 2014. Кавалер Ордена Британської імперії.

## Життєпис
З 1963 по 1999 він працював переважно як актор у телевізійних постановках (головним чином на британському TV) і в театрі. Протягом декількох років Кешман був скарбником Професійної Асоціації британських акторів. Він працював у аудиторській сфері.
1975 року приєднався до лейбористів, з 1998 року входив до виконавчого комітету партії.
Відкритий гомосексуал. У 2006 році вступив у цивільне партнерство зі своїм багаторічним партнером.